# Parafia Niepokalanego Poczęcia Najświętszej Maryi Panny w Kwasówce
Parafia Niepokalanego Poczęcia Najświętszej Maryi Panny w Kwasówce – rzymskokatolicka parafia znajdująca się w Kwasówce, w diecezji grodzieńskiej, w dekanacie Grodno-Zachód, na Białorusi.
Do parafii należy również wybudowana w 2002 kaplica Bożego Miłosierdzia w Świsłoczy.

## Historia
2 lutego 1626 marszałek nadworny litewski Krzysztof Wiesiołowski wydał dokument fundacyjny na budowę w Kwasówce kościoła parafialnego. Drewniany kościół powstał kosztem skarbu królewskiego. Parafia od początku nosiła wezwanie Niepokalanego Poczęcia Najświętszej Maryi Panny. W 1747, po rozbiórce starego kościoła, powstał nowy, również drewniany, fundacji króla Augusta III.
W XIX z powodu złego stanu technicznego kościoła podjęto starania o zgodę na budowę nowej świątyni. Wydana ona została przez Departament Wyznań Obcych Ministerstwa Spraw Wewnętrznych Rosji w 1856, lecz budowę wstrzymał w 1864 generał-gubernator wileński Michaił Murawjow Wileński w ramach represji po wybuchu powstania styczniowego. W 1870 MSW ponownie zgodziło się na budowę pod warunkiem, że po jej ukończeniu natychmiast zostanie zburzony stary kościół. Nową, obecną świątynię wybudowano w 1871.
W 1961 kościół został zamknięty przez komunistów. Zwrócony wiernym w 1989.

## Bibliografia

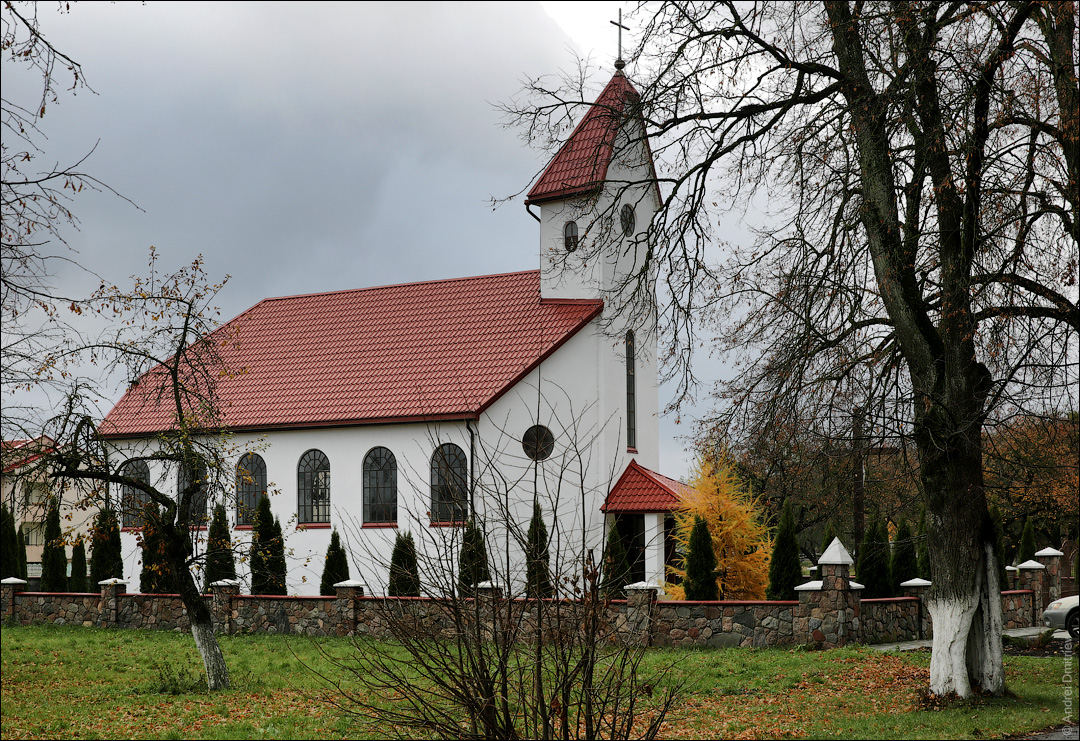
Kaplica filialna pw. Bożego Miłosierdzia w Świsłoczy